# Bugahyeon-dong
Bugahyeon-dong (koreanska: 북아현동) är en stadsdel i stadsdistriktet Seodaemun-gu i Sydkoreas huvudstad Seoul.